# Siège de Bahreïn
Conflits entre Ottomans et Portugais (1538–1559)
Le siège de Bahreïn de 1559 s'est produit lorsque les forces de l'Empire ottoman, commandées par le gouverneur de l'Eyalet de Lahsa Mustafa Pacha, ont tenté de s'emparer de Bahreïn, et ainsi d'arracher le contrôle de l'île et son célèbre commerce de perles à l'Empire portugais. Le siège a échoué et les Portugais ont vaincu les Turcs lorsque des renforts ont été envoyés par la mer depuis la forteresse d'Ormuz.

## Contexte
Bahreïn était alors un dominion du roi d'Ormuz, lui-même une marionnette du Portugal depuis la prise d'Ormuz par les Portugais en 1515.
En 1538, l'Empire ottoman s'empara de la ville portuaire de Bassorah, accédant au golfe Persique, et entrant ainsi en contact avec les Portugais. En 1552, l'Eyalet de Lahsa a été créé. Son gouverneur, Mustafa Pacha avait l'intention de capturer Bahreïn et sa célèbre pêche aux perles qui s'y développait. À cet effet, il rassembla deux galères et 70 bateaux de transport pour transporter quelque 800 à 1200 hommes de Qatif à Bahreïn.

## Le siège
Les Turcs débarquèrent à Bahreïn en juillet et attaquèrent rapidement le  fort de Bahreïn avec des pièces d'artillerie. Il est défendu par le gouverneur d'Ormuzi Murad Sah (« Rax Morado » en portugais), avec 400 mercenaires persans, qui tiennent bon face aux bombardements turcs et envoient un engin rapide à Ormuz avec un signal de détresse.
Après avoir reçu le signal de détresse, le capitaine d'Ormuz Dom António de Noronha a dépêché son neveu Dom João de Noronha avec un renfort de 10 galères légères à Bahreïn, et a ordonné au capitaine Álvaro da Silveira à Mascate de s'y rendre avec ses forces à bord d'une caravelle de guerre et de quelques galères légères. Parce que Dom João était jeune et inexpérimenté, en atteignant Bahreïn, les Turcs ont dispersé sa petite flotte.
Le capitaine Álvaro da Silveira a eu plus de succès : empruntant la route vers Qatif, il a pu approcher Bahreïn par l'ouest plutôt que par l'est, et ainsi tromper les Turcs en leur faisant croire que sa flotte était des renforts amis envoyés de Bassorah. Profitant de la brume matinale, Álvaro da Silveira a pu surprendre et capturer la flotte ottomane, piégeant ainsi les Turcs sur l'île. Les Turcs levèrent le siège, mais se retirèrent dans une palmeraie où ils installèrent leur campement.
Plusieurs semaines d'escarmouches se sont écoulées, car les Portugais n'ont pas pu déloger les Turcs. Dom António de Noronha a même chargé l'architecte en chef Inofre de Carvalho, alors par hasard en train de rénover la forteresse d'Ormuz, de construire un très grand chariot de guerre, armé de pièces d'artillerie :

« [...] une machine en bois sur de hautes roues, au-dessus de laquelle des hommes se battraient et y mettraient des pièces d'artillerie, car Dom António de Noronha était déterminé à faire avancer cette machine, afin que les Turcs se brisent contre c'est la fureur de leur première volée d'arquebuserie »

Finalement, une épidémie de peste s'abattit sur les Turcs et les Portugais, causant de grandes pertes des deux côtés, et les Turcs proposèrent des conditions. Dom Ántónio de Noronha a permis que les Turcs soient reconduits à Qatif le 6 novembre, en échange de la remise de leurs armes et du paiement d'une indemnité de 12 000 cruzados ou d'un million d'akçes, qu'ils ont accepté.

## Conséquences
Le siège de Bahreïn de 1559 a marqué la fin des tentatives ottomanes de contester l'hégémonie portugaise dans le golfe Persique. Les Ottomans ne feront qu'une autre tentative contre les Portugais 21 ans plus tard, lorsque l'amiral Mir Ali Beg commandera une petite flotte à l'est de la côte africaine en 1580.